# Ahalazija požiralnika
Ahalazija požiralnika ali kardiospazem je nesposobnost sprostitve gastroezofagealnega sfinktra (mišice zapiralke na prehodu med požiralnikom in želodcem) pri požiranju. Značilna je oslabljena ali odsotna peristaltika. Po navadi gre za primarno ahalazijo, kjer vzrok ni poznan. Pri manjšem deležu bolnikov pa je vzrok druga znana bolezen, npr. rak požiralnika ali Chagasova bolezen (nalezljiva bolezen, ki je pogosta v Južni Ameriki). Pojavnost bolezni je približno 1 na 100.000 ljudi na leto

## Simptomi
Značilni znaki ahalazije požiralnika so težave pri požiranju (disfagija) in včasih bolečina v prsih. 

## Diagnoza
Diagnosticiranje poteka s pomočjo manometrije požiralnika in rentgenskih preiskav s pomočjo kontrastnih sredstev (predvsem z barijevim sulfatom). 

## Zdravljenje
Na voljo je več oblik zdravljenja, vendar nobeno popolnoma ne pozdravi stanja. V določenih primerih se uporabljajo tudi zdravila (med drugimi botulin), vendar se dolgotrajnejši učinki dosežejo s širjenjem (dilatacijo) požiralnika ali z operativnim prerezanjem mišičja (Hellerjeva operacija).